# Јохан Адам Рајнкен
Јохан Адам Рајнкен (  / Reincken, Reinken, Reinkinck, Reincke, Reinicke, Reinike, крштен 10. децембра 1643. у Девентеру — 24. новембар 1722) био је немачки оргуљаш и композитор. Био је један од најзначајнијих композитора 17. века, пријатељ Дитриха Букстехудеа, и значајно је утицао на Винсента Либека и Јохана Себастијана Баха. Мало његових дела је сачувано до данас.
Годинама је радио као чувени оргуљаш у Хамбургу. Један је од ретких музичара који је умро као богат човек.
Најстарији Бахов аутограм је пронађен 2006. у Вајмару на копији Рајнекеновог корала „На рекама Вавилона“. Аутограм потиче из 1700.

## Дела
- 2 коралне фантазије за оргуље: ,
- 4 токате (Ге-дур, Ге-дур, а-мол, Ге-дур)
- фуга у ге молу (ауторство није поуздано утврђено)
- 8 свита за харпсикорд
- 3 сета варијација за харпсикорд
- 6 соната са свитама за гудаче и континуо